# 栗在庭
栗在庭（1538年—1598年），字應鳳，號瑞軒，陝西鞏昌府會寍縣人，民籍，明朝政治人物。

## 生平
嘉靖四十三年（1564年）甲子科陝西鄉試第四十名舉人。隆慶二年（1568年）中式戊辰科會試第二百八十八名，三甲第三名進士。除中書舍人，選授吏科给事中，遷户科右给事，奉使肅藩，外補山東僉事，备兵沂州。以母丧归，除服，仍補故官。万历六年（1588年）改湖廣左參議，遭父丧归。起補原官，除山西，分部河东。十一年三月升山西副使，十四年升山东右参政，备兵辽海。三年报政，遷右布政使，领職如故。左遷山西参政，分守冀宁道，尋遷按察使，备兵阳和。二十一年再遷河南右布政使，以病乞休归，二十六年卒。

## 家族
曾祖栗慶宿；祖父栗仲堅，壽官；父栗塘，母趙氏。